# Ralph Hepburn
Ralph Hepburn (ur. 11 kwietnia 1896 w Somerville, zm. 16 maja 1948 w Indianapolis) – amerykański kierowca wyścigowy i motocyklista.

## Kariera
W swojej karierze Hepburn startował głównie w Stanach Zjednoczonych w mistrzostwach AAA Championship Car oraz towarzyszącym mistrzostwom słynnym wyścigu Indianapolis 500, będącym w latach 1923-1930 jednym z wyścigów Grandes Épreuves. W trzecim sezonie startów, w 1926 roku w wyścigu Indianapolis 500 uplasował się na ósmej pozycji. W mistrzostwach AAA raz stanął na podium. Z dorobkiem 144 punktów został sklasyfikowany na osiemnastej pozycji w klasyfikacji generalnej. Pięć lat później stanął na najniższym stopniu Indianapolis 500. Uzbierane 362 punkty dały mu trzecie miejsce w klasyfikacji mistrzostw. W sezonie 1935 w mistrzostwach AAA był dziewiąty, kończąc Indy 500 na piątym miejscu. Do czołówki Amerykanin powrócił w 1937 roku, kiedy w Indy 500 stanął na drugim stopniu podium. Dorobek 598,1 punktu uplasował go na czwartej pozycji w końcowej klasyfikacji kierowców. Ponownie na podium klasyfikacji generalnej mistrzostw AAA Amerykanin pojawił się w 1941 roku, kiedy dojechał do mety w Indianapolis 500 na czwartym miejscu. Uzbierane 550 punktów dało mu trzecie miejsce w klasyfikacji mistrzostw.